# Grevskabet Aversa
Grevskabet Aversa var den første normanniske besiddelse i det sydlige Italien. Grevskabet blev oprettet i 1030 til Rainulf Drengot omkring byen Aversa, cirka 15 km nord for Napoli. Rainulf (også stavet Ranulf) hjalp i 1029 den fordrevne hertug Sergius 4. af Napoli med at vinde byen tilbage, og som tak fik han grevskabet og blev giftet ind i hertugens familie.
Grevskabet fik yderligere prestige i 1047, da det gik fra at være len under fyrst Guaimar 3. af Salerno til at være direkte underlagt den tysk-romerske kejser.
Titlen som greve af Aversa mistede noget af sin betydning i 1058, da Richard 1. erobrede Capua og blev fyrste af Capua. Herefter blev fyrstetitlen den vigtigste titel, og grevskabet indgik som en del af det samlede rige. Grevetitlen var i brug i Drengot-slægten til 1156, da Robert 2. døde. Han blev fordrevet fra området allerede i 1135 og levede sine sidste år i eksil. 
| Navn         | Slægt           | Fra  | Til  | Note |
| ------------ | --------------- | ---- | ---- | --- |
| Ranulf 1.    | Drengot-slægten | 1030 | 1045 | Vasal af hertugen af Napoli |
| Asclettin 1. | Drengot-slægten | 1045 | 1045 | Nevø til Ranulf. Vasal af fyrst Guaimar 3. af Salerno                                                                            |
| Ranulf 2.    | Drengot-slægten | 1045 | 1048 | Også nevø til Ranulf. Fætter til Asclettin Vasal af fyrsten af Salerno til 1047, derefter direkte under den tysk-romerske kejser |
| Herman 1.    | Drengot-slægten | 1048 | 1049 | Søn af Ranulf 2. Mindreårig og under formynderskab                                                                               |
| Richard 1.   | Drengot-slægten | 1049 | 1078 | Bror til Asclettin 1. Fra 1058 tillige fyrste af Capua.                                                                          |
| Jordan 1.    | Drengot-slægten | 1078 | 1090 | Søn af Richard 1. og ligeledes fyrste af Capua.                                                                                  |
| Richard 2.   | Drengot-slægten | 1090 | 1106 | Søn af Jordan 1. og ligeledes fyrste af Capua.                                                                                   |
| Robert 1.    | Drengot-slægten | 1106 | 1120 | Bror til Richard 2. og ligeledes fyrste af Capua.                                                                                |
| Richard 3.   | Drengot-slægten | 1120 | 1120 | Søn af Robert 1. og ligeledes fyrste af Capua.                                                                                   |
| Jordan 2.    | Drengot-slægten | 1120 | 1127 | Bror til Robert 1. og ligeledes fyrste af Capua.                                                                                 |
| Robert 2.    | Drengot-slægten | 1127 | 1135 | Søn af Jordan 2. og ligeledes fyrste af Capua. Mistede grevskab og fyrstedømme i 1135. Død i eksil 1156                          |